# Which One's Willie?
| Recensione | Giudizio |
| ---------- | -------- |
| AllMusic   |          |

Which One's Willie? è un album dei Wet Willie, pubblicato dalla Epic Records nel 1979.
Si tratta dell'ultimo disco della prima parte della storia del gruppo, band che si riformerà negli anni novanta.
L'album si classificò al 172º posto delle chart statunitensi, mentre il singolo Weekend scalò la classifica di categoria fino al ventinovesimo posto.

## Tracce
Lato A
1. Ramona – 4:34 (Joe Droukas)
2. Stop and Take a Look (At What You've Been Doing)/Don't Let the Green Grass Fool You – 4:24 (Robert Peckman, Jerry Akines, Victor Drayton, Johnny Bellmon, Reginald Turner)
3. Weekend – 5:59 (Mick Jackson, Tommy Mayer)
4. Smoke – 5:01 (Michael Duke)

Durata totale: 19:58
Lato B
1. The Hard Way – 4:20 (Michael Duke)
2. Tired Dreams – 4:10 (Michael Duke)
3. This Time – 3:59 (Michael Duke)
4. Mr. Streamline – 4:02 (Jack Hall, Jimmy Hall, Marshall Smith)
5. You Don't Know What You Mean to Me – 4:05 (Eddie Floyd, Steve Carpenter)

Durata totale: 20:36

## Formazione
- Jimmy Hall - voce solista, armonica
- Jimmy Hall - sassofoni (brani: Ramona e Mr. Streamline)
- Larry Berwald - chitarra solista (eccetto brani: Smoke e You Don't Know What You Mean to Me)
- Marshall Smith - chitarre
- Marshall Smith - chitarra solista (brani: Smoke e You Don't Know What You Mean to Me)
- Michael Duke - tastiere, accompagnamento vocale
- Jack Hall - basso, accompagnamento vocale

Musicisti aggiunti:
- Lenny Castro - percussioni
- Victor Feldman - percussioni
- Chuck Findley (Rootin' Tootin' Horns) - tromba
- Steve Madaio (Rootin' Tootin' Horns) - tromba
- Bob Payne (Rootin' Tootin' Horns) - trombone
- Gary Herbig (Rootin' Tootin' Horns) - sassofono tenore
- David Luell (Rootin' Tootin' Horns) - sassofono tenore, sassofono baritono
- Paulette Brown - accompagnamento vocale, cori
- Venetta Fields - accompagnamento vocale, cori
- Angelle Trosclair - accompagnamento vocale, cori
- Mighty Clouds of Joy - accompagnamento vocale, cori (brano: Smoke)

Note aggiuntive:
- Lennie Petze (& Willie) - produttore
- Jai Winding - arrangiamenti strumenti a fiato e strumenti ad arco (brano: Weekend)
- Steve Porcaro - conduttore strumenti ad arco (brani: Tired Dreams e This Time)
- Registrazioni effettuate al The Record Plant di New York City e di Los Angeles nel gennaio-febbraio del 1979
- David Thoener - ingegnere del suono
- Ron (Doin' the Float) Alvarez - assistente ingegnere del suono (studio di Los Angeles)
- Jon Mathias - assistente ingegnere del suono (studio di New York City)
- Mixato al The Record Plant di New York City nel marzo del 1979
- Masterizzato al The Cutting Room di New York City[3]